# Beautiful Dreamer
«Beautiful Dreamer» (с англ. — «Прекрасная мечтательница») — популярная салонная песня, написанная американским автором Стивеном Фостером. Песня является широко известной и записывалась многими исполнителями.

## История песни
Песня была впервые опубликована в марте 1864 года издательством Wm. A. Pond & Co. (Нью-Йорк) уже после смерти автора. На титульном листе первого издания песни упоминалось о том, что это «последняя песня из написанных Стивеном Фостером, сочинённая лишь за несколько дней до его смерти».
Однако исследовательница Кэрол Кимбал в своей книге «Song: a guide to art song style and literature» отмечает, что копирайт в первом издании отмечен 1862 годом, что указывает, по её мнению, на то, что песня была сочинена и подготовлена к публикации за два года до смерти Фостера. Она также отмечает, что по меньшей мере 20 песен претендуют на то, чтобы считаться последней песней Фостера, в связи с чем назвать настоящую последнюю песню не представляется возможным.
Текст песни представляет собой серенаду-колыбельную, обращённую к «прекрасной мечтательнице», далёкой от мирских сует, и, возможно, уже скончавшейся. Скончавшиеся молодые девушки нередко упоминаются в творчестве Фостера, включая его сестру Шарлотту и некую Дженни. Песня написана в размере 9/8 и сопровождается арпеджированным аккомпанементом.

## Текст песни
Beautiful dreamer, wake unto me,

Starlight and dewdrops are waiting for thee;

Sounds of the rude world, heard in the day,

Lull’d by the moonlight have all pass’d away!

Beautiful dreamer, queen of my song,

List while I woo thee with soft melody;

Gone are the cares of life’s busy throng,

Beautiful dreamer, awake unto me!

Beautiful dreamer, awake unto me!

Beautiful dreamer, out on the sea,

Mermaids are chanting the wild lorelei;

Over the streamlet vapors are borne,

Waiting to fade at the bright coming morn.

Beautiful dreamer, beam on my heart,

E’en as the morn on the streamlet and sea;

Then will all clouds of sorrow depart,

Beautiful dreamer, awake unto me!

Beautiful dreamer, awake unto me!

## Известные записи и исполнения песни

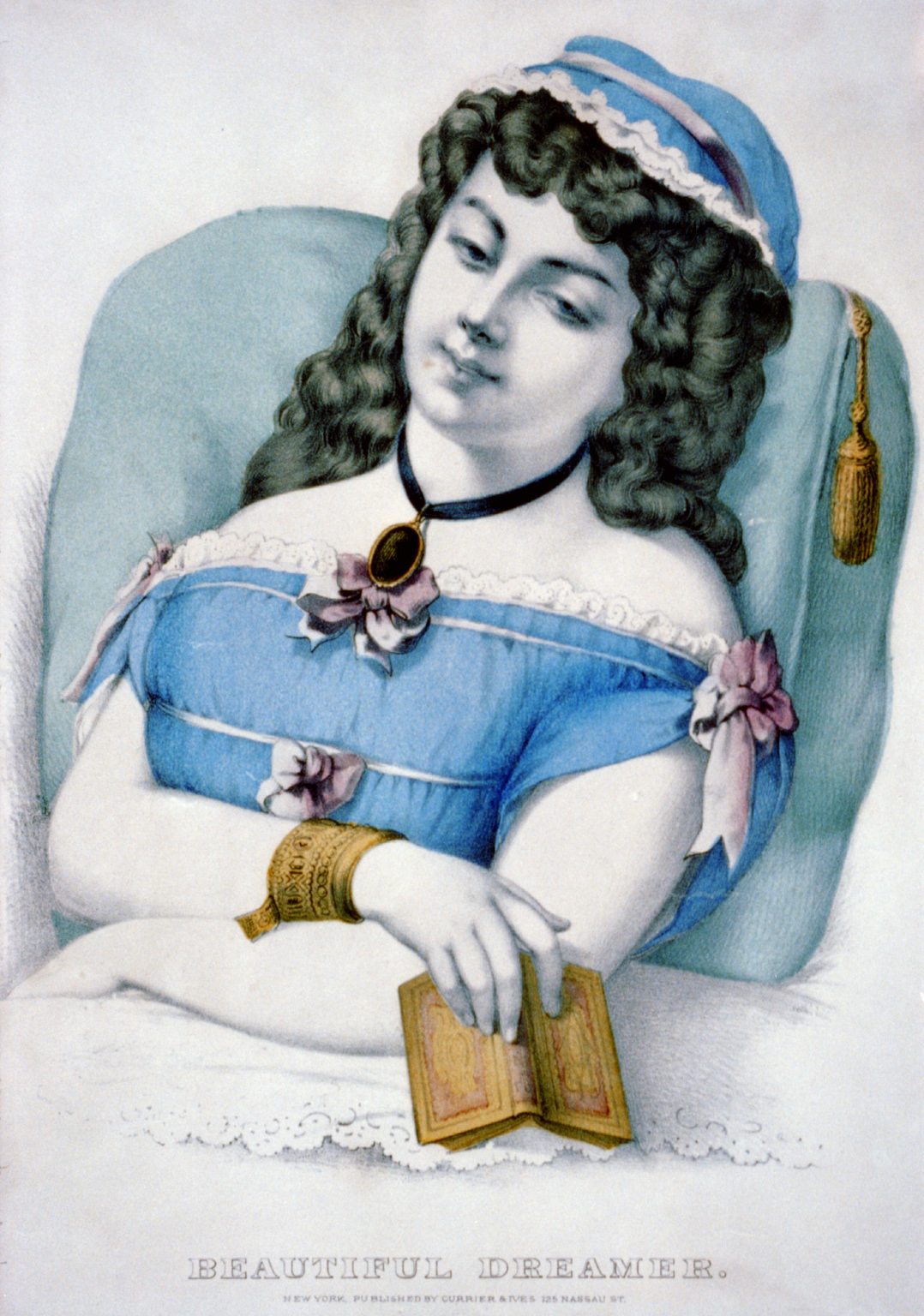
Эстамп «Beautiful Dreamer» издательства Currier and Ives

Песня многократно исполнялась и записывалась многими исполнителями. Среди наиболее известных можно упомянуть следующих:
- Бинг Кросби (сингл «Yours Is My Heart Alone», 1940 год);
- Слим Уитман (сингл, 1954);
- Рой Орбисон (альбом In Dreams, 1963)
- Джон Лейтон (сингл, 1963);
- Джерри Ли Льюис (альбом Rocket, 1990[5]);
- Томас Хэмпсон (альбом American Dreamer — Songs of Stephen Foster, 1992 год[6].

Песня вошла в посмертный альбом Рэя Прайса Beauty Is… The Final Sessions (2014 год).
В 1962 году американский исполнитель Тони Орландо записал свою версию песни в стиле ду-воп (соавторами данной песни выступили поэты Джерри Гоффин и Джек Келлер); текст песни довольно значительно отличался от оригинального, так, например, первые строки в нём звучат так: «Beautiful Dreamer / Wake unto me / Can’t you see me baby / I’m on my bended knee». Именно на этой версии основана и версия «Битлз», ставшая частью концертного репертуара группы в 1962 году. Группа записала эту песню 12 января 1963 года для радиошоу BBC Saturday Club (программа вышла в эфир 26 января); в 2013 году данная запись была опубликована на альбоме On Air — Live at the BBC Volume 2.

## Использование песни в кино и на телевидении
Будучи широко известной и популярной, песня в той или иной форме звучит во многих американских кинофильмах и мультфильмах, например, в следующих: «Унесённые ветром», «Дуэль под солнцем», «Лоскутное одеяло», «Бэтмен» (1989), «Американский хвост», «Офисное пространство», «Обнажённая шпора».
Песня также часто звучит в различных американских телешоу и сериалах; нередко она используется в качестве фонового музыкального сопровождения.